# Белов, Алексей Иванович
Алексей Иванович Белов (1912—1976) — ефрейтор Рабоче-крестьянской Красной Армии, участник Великой Отечественной войны, Герой Советского Союза (1944).

## Биография
Родился 16 (29) апреля 1912 года в деревне Верзебнево (ныне — Людиновский район Калужской области) в семье крестьянина. Окончил неполную среднюю школу. В 1941 году был призван на службу в Рабоче-крестьянскую Красную Армию. С июня 1941 года — на фронтах Великой Отечественной войны. К сентябрю 1943 года гвардии ефрейтор Алексей Белов был автоматчиком 29-го гвардейского стрелкового полка 12-й гвардейской стрелковой дивизии 61-й армии Центрального фронта. Отличился во время битвы за Днепр.
В конце сентября 1943 года, несмотря на массированный вражеский огонь, Белов переправился через Днепр у села Глушец Лоевского района Гомельской области. Автоматным огнём он уничтожил немецкий пулемётный расчёт. Последовавшие за ним бойцы ворвались в траншеи противника и выбили его оттуда. Немецкие войска предприняли контратаку с применением огнемётов. 1 октября 1943 года Белов пробрался в немецкий тыл, уничтожив гранатами два огнемёта и пулемёт.
Указом Президиума Верховного Совета СССР «О присвоении звания Героя Советского Союза генералам, офицерскому, сержантскому и рядовому составу Красной Армии» от 15 января 1944 года за «образцовое выполнение боевых заданий командования по форсированию реки Днепр и проявленные при этом мужество и героизм» гвардии ефрейтор Алексей Белов был удостоен высокого звания Героя Советского Союза с вручением ордена Ленина и медали «Золотая Звезда» за номером 3380.
В 1944 году вступил в ВКП(б). В 1945 году был демобилизован. Проживал посёлке Клетня Брянской области, работал директором конторы «Заготзерно». Умер 1 сентября 1976 года.
Был также награждён орденом Красной Звезды, а также рядом медалей.